# École normale supérieure de Fontenay-Saint-Cloud
Pour les articles homonymes, voir École normale supérieure (France) et LSH.
 (février 2013).
L'École normale supérieure de Fontenay-Saint-Cloud (lettres et sciences humaines), appelée École normale supérieure lettres et sciences humaines (« ENS-LSH ») à partir de 2000, est un ancien établissement d'enseignement supérieur ; elle a été fusionnée le 1er janvier 2010 au sein de l'École normale supérieure de Lyon.
L'École normale supérieure lettres et sciences humaines (Fontenay-Saint-Cloud) recrute ses élèves grâce à un concours très sélectif. Les élèves ainsi admis sont couramment nommés normaliens. 
Par ailleurs, l'École accueille des auditeurs, des doctorants et des pensionnaires étrangers, après une sélection sur dossier.
Selon le décret du 26 août 1987, l'École « prépare, par une formation culturelle et scientifique de haut niveau, des élèves se destinant à la recherche scientifique fondamentale ou appliquée, à l'enseignement universitaire et dans les classes préparatoires aux grandes écoles, ainsi qu'à l'enseignement secondaire et, plus généralement, au service des administrations de l'Etat et des collectivités territoriales de leurs établissements ou des entreprises. Elle exerce principalement ses missions dans les disciplines littéraires et les sciences humaines, sociales, économiques et politiques ».

## Histoire

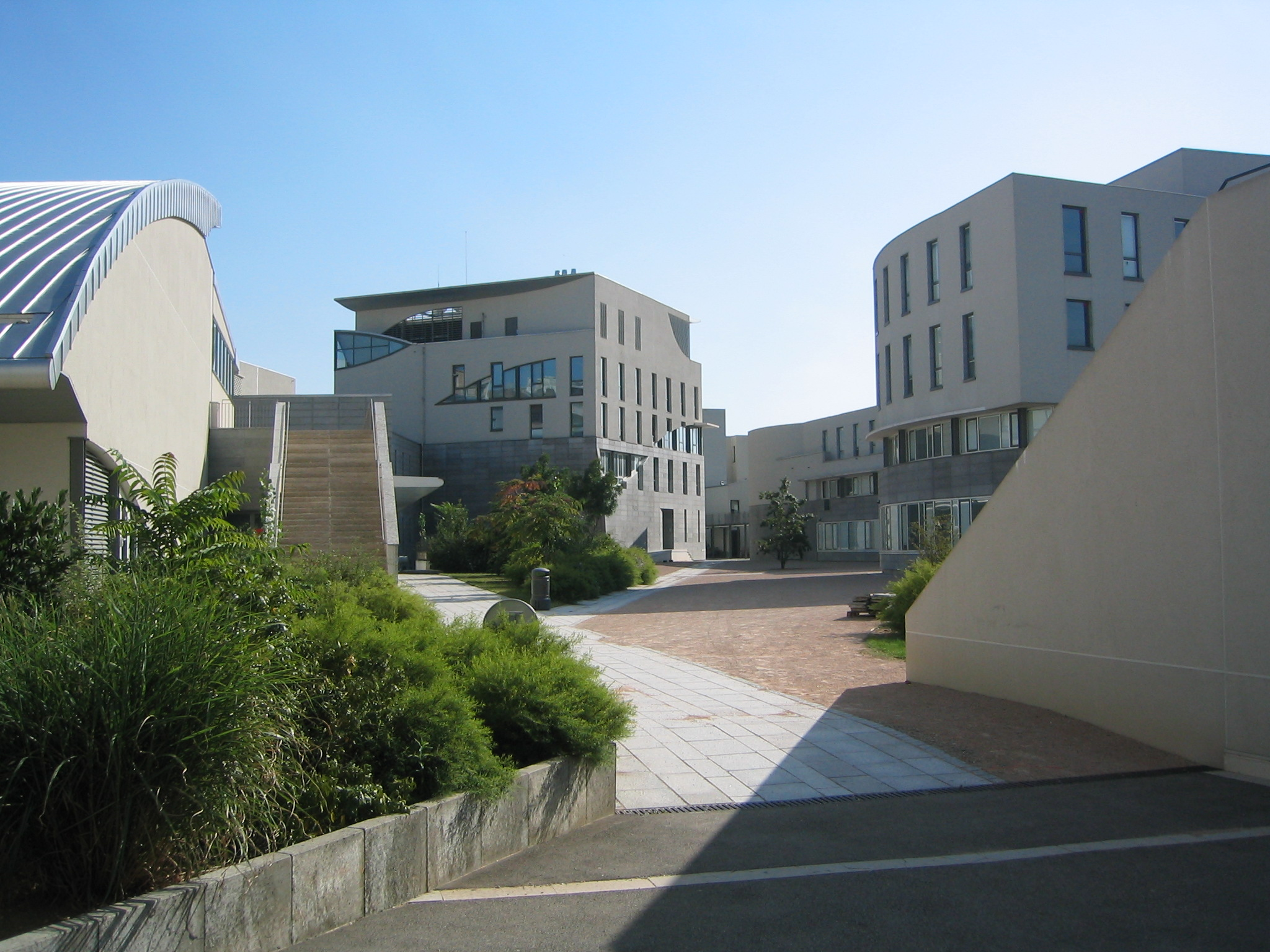
L'ENS LSH à Lyon.

Près d'un siècle après la création de l'École normale supérieure de Paris (aujourd'hui installée rue d'Ulm à Paris), Jules Ferry crée les Écoles normales supérieures de l'enseignement primaire de Fontenay-aux-Roses pour les jeunes filles (1880) puis de Saint-Cloud pour les garçons (1882). Elles sont toutes les deux situées en région parisienne, l'une dans les communs du Domaine national du parc de Saint-Cloud (Pavillon de Valois), plus tard avec des annexes dites « Latouche » et « Pozzo » (du nom des rues Latouche et Pozzo di Borgo où se trouvaient les bâtiments), l'autre dans un « Port-Royal » laïque[Où ?] construit par un disciple de Labrouste. Avant la fusion et le transfert des écoles, les élèves de l'école de Saint-Cloud étaient surnommés « cloutiers », alors que ceux qui préparaient le concours d'entrée s'appelaient les « cloutards ». Les jeunes filles étaient connues sous le nom de « Fontenaisiennes ».
Elles ont d'abord pour mission de former les professeurs des écoles normales d'instituteurs et des écoles primaires supérieures, ainsi que les inspecteurs de l'enseignement primaire. Sous Vichy, les écoles prennent le nom d'Écoles nationales préparatoires à l'enseignement dans les collèges, puis, à la Libération, celui d'Écoles normales supérieures préparatoires à l'enseignement du second degré.
En 1954, les élèves-professeurs sont fonctionnarisés, en même temps que ceux des autres ENS, sous l'impulsion du Ministre de l'Éducation nationale André Marie. Depuis le début des années 1950, elles étaient autorisées à préparer l'agrégation, puis, en 1966, leur régime fut tardivement aligné sur celui de la rue d'Ulm, et elles purent officiellement préparer leurs élèves à l'enseignement supérieur. En 1976, certaines sections littéraires de l'École normale supérieure de l'enseignement technique sont déplacées à l'École normale supérieure de Fontenay-aux-Roses et à l'École normale supérieure de Saint-Cloud. Elles devinrent mixtes en 1981. Cette ouverture à la mixité s'accompagne d'une chute drastique du nombre de candidates dans la filière scientifique.
En 1986, le site de Fontenay-aux-Roses se spécialise dans les lettres et les sciences humaines, prenant le nom d'École normale supérieure de Fontenay-Saint-Cloud, tandis que les sections scientifiques forment la nouvelle École normale supérieure de Lyon, et s'installent dans le quartier de Gerland.
Après une décennie d'incertitude sur l'avenir de l'École de Fontenay-Saint-Cloud, en septembre 2000, elle est finalement installée à Lyon, auprès de l'école scientifique. Depuis lors, elle est couramment désignée sous le nom d'École normale supérieure lettres et sciences humaines (ENS LSH), même si elle a gardé officiellement son ancien nom jusqu'en 2010. Au 1er janvier 2010, les ENS de Lyon et de Fontenay-Saint-Cloud ont fusionné pour former un même établissement.
Jugeant que la fusion a été adoptée « à marche forcée » et que le nouvel établissement ne garantit pas la représentation démocratique des personnels, enseignants et étudiants, une intersyndicale menée par le mathématicien et juriste Claude Danthony dépose un recours contre le décret de fusion. En décembre 2011, le Conseil d'État annule la fusion – en fixant la date d'effet de cette annulation au 30 juin 2012 – en estimant que des vices de procédure dans le processus de fusion ont privé les personnels d'une garantie constitutionnelle. Il crée à cette occasion une jurisprudence célèbre du droit public,,. Un nouveau décret de fusion est publié le 8 mai 2012.
Depuis plusieurs années, l'École est engagée dans une politique de rapprochement avec les universités et les autres grandes écoles de la région lyonnaise. Elle est l'un des membres fondateurs du Pôle de recherche et d'enseignement supérieur (PRES) de Lyon : l'université de Lyon.

## Localisation

### Campus
L’École normale supérieure lettres et sciences humaines est situé sur un campus, qui comprend des bâtiments recherche et formation, ainsi qu'une résidence des élèves. Une petite partie des étudiants est ainsi logée sur le site même.
Le campus de l'ENS LSH accueille également, depuis 2000, les bâtiments de l'Institut national de recherche pédagogique. À quelques mètres de l'École, dans le prolongement du parvis René-Descartes, se situe la Bibliothèque Diderot de Lyon : bibliothèque inter-établissements, elle regroupait la bibliothèque de l'École, celle de l'INRP et la bibliothèque interuniversitaire de Lyon.
L’ENS Lyon est également située dans le quartier de Gerland. Cette proximité permet des échanges et des transferts, tant pour les chercheurs que pour les étudiants. 

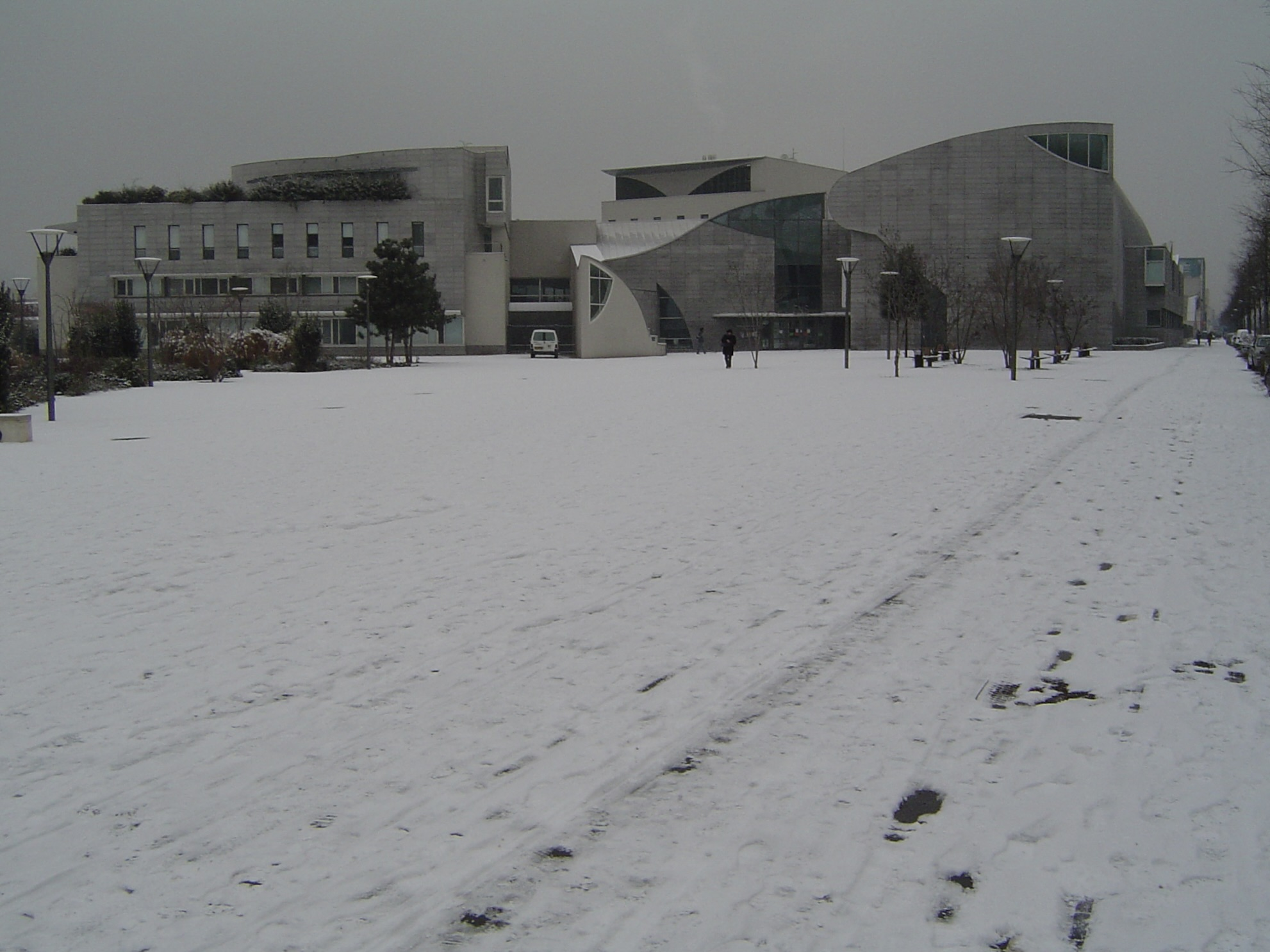
Le parvis de l'école sous la neige.

Ce site est desservi par la station de métro Debourg.

### Architecture des bâtiments
Le site de l'ENS lettres et sciences humaines s'étend sur 8 hectares, et est composé de deux grandes entités, l'École et la Bibliothèque Denis-Diderot, dont le parc réalisé par Gilles Clément constitue l'articulation principale.
L'architecte Henri Gaudin a créé des édifices répondant aux fonctionnalités de l'école. Le bâtiment formation (salle de cours, gymnase, amphithéâtre et théâtre Kantor), le bâtiment recherche (laboratoires et équipes de recherche), le bâtiment administration et le bâtiment ressources regroupant les moyens de production (studio d'enregistrement, reprographie, centre de ressources informatiques, etc.) sont tous réunis par le Forum Félix Pécaut, l'entrée magistrale de l'école par le parvis René-Descartes, lieu de circulation par essence. Le Forum cristallise presque tous les éléments récurrents de l'architecture si spécifique d'Henri Gaudin. La résidence des élèves, l'hôtel des invités et les logements de fonction composent les espaces privatifs en quelque sorte de ce campus urbain.
L'architecte Bruno Gaudin est l'auteur de la Bibliothèque Denis-Diderot, dont l'accès est direct au sortir de la bouche de métro Debourg. Trois sites prennent place : la bibliothèque de l'école, la bibliothèque inter-universitaire et la bibliothèque de l'Institut national de recherche pédagogique. Le restaurant est aussi une réalisation de Bruno Gaudin et s'efface dans la magie du lieu.
L'ensemble met en perspective le profil sud de la colline de Fourvière sous une focale originale. L'architecture globale s'intègre avec son environnement direct par des hauteurs modestes et des dégagements sur des artères et des immeubles du quartier.

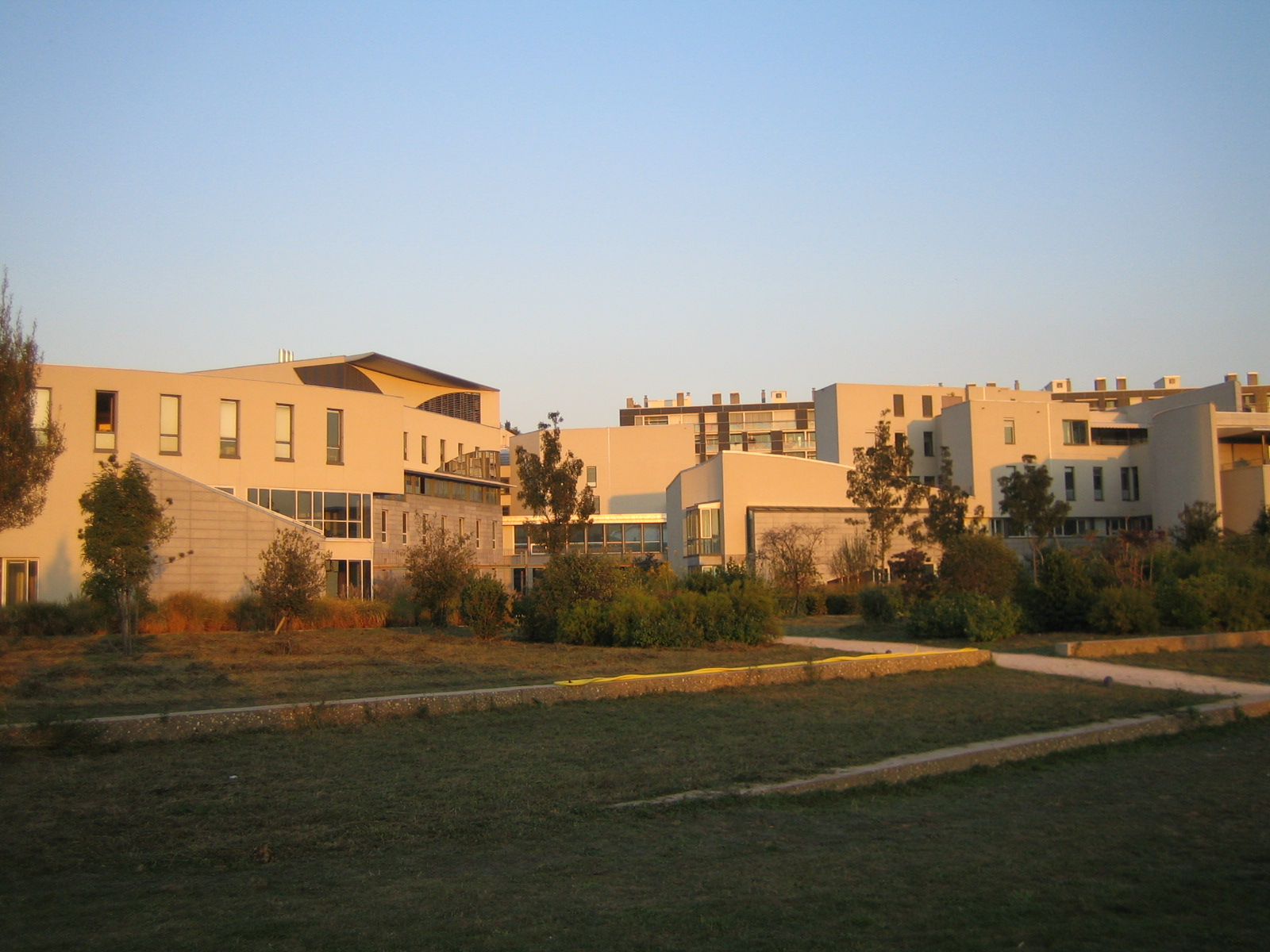
Vue des jardins de l'École normale supérieure lettres et sciences humaines à Lyon.

### Jardins
Le « jardin évolutif » est une création-concept du paysagiste Gilles Clément, destinée à reproduire un écosystème viable et cohérent au sein du campus. Les nombreuses essences de plantes y évoluent ainsi librement, se déplaçant, se replantant et évoluant d'elles-mêmes, n'étant que partiellement aidées par l'équipe des jardiniers, et entièrement auto-recyclée avec le minimum d'apports extérieurs : le foin fauché dans la « prairie » sert de désherbant, le compost produit sur place sert d'engrais, et les différents animaux jouent tous un rôle dans ce micro-biotope.
Les jardins de l'ENS sont célèbres aussi pour leur faune étonnamment riche pour un campus urbain, composée notamment de lapins, de nombreux hérissons, de grenouilles, d'une ruche, de nichoirs à osmies et autres insectes, et d'un élevage prolifique de moutons de Soay, dont le bélier est considéré comme une des mascottes de l'école.

## Recherche

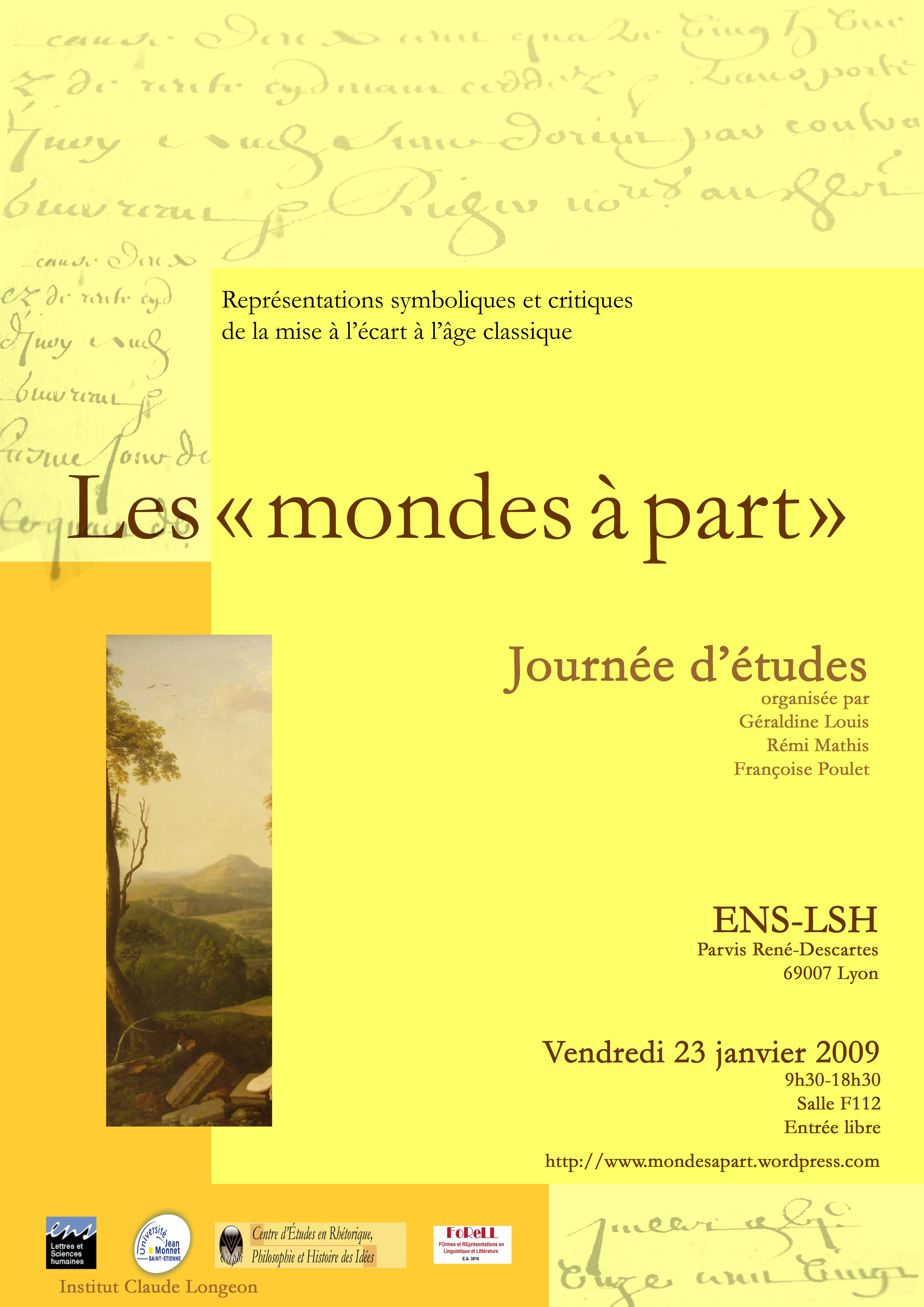
Affiche d'une journée d'étude (janvier 2009).

Les équipes de recherche de l'ENS-LSH travaillent généralement au sein d'unités mixtes de recherche ou de groupements de recherche et sont composés de professeurs de l'école, d'extérieurs et de doctorants.
De nombreux colloques et journées d'études sont accueillis chaque année.

## Formations
Les élèves et anciens élèves de l'École ont le titre de normalien. Mais il existe aussi des auditeurs, doctorants, des pensionnaires étrangers, étudiants qui ne sont pas recrutés sur concours. Un étudiant à l'ENS LSH n'est donc pas nécessairement normalien.

### Formation sur concours
Recrutement
L'accès à l'École se fait par concours, que l'on prépare en CPGE littéraires, appelées khâgnes modernes. Elles sont nommées modernes car les langues anciennes n'y sont pas obligatoires (depuis 2008, cependant, les élèves d'hypokhagnes doivent suivre un cours de langue ancienne obligatoire), tandis qu'une épreuve de géographie est comprise dans le tronc commun, et parce qu'un programme tournant est fixé chaque année. Elles se distinguent ainsi des khâgnes classiques qui préparent à l'ENS (rue d'Ulm). Une réforme du concours est toutefois en route.
On peut également accéder aux formations de l'ENS-LSH en tant qu'auditeur libre, après une sélection sur dossier. La plupart des auditeurs ont également suivi les classes préparatoires aux grandes écoles, et ont passé le concours. Il est préférable d'être relativement bien classé au concours pour être recruté sur dossier.
Statut des élèves
Une fois admis, et comme dans la plupart des écoles de la fonction publique française, l'étudiant acquiert le statut d'élève fonctionnaire-stagiaire par la signature d'un engagement décennal après l'admission au concours : il devient normalien. À ce titre, il touche un traitement mensuel, de 1 269,65 € la première année. En contrepartie, l'élève s'engage à travailler pour l'État pendant dix ans, même si cet engagement n'est pas toujours respecté : il peut être racheté par l'étudiant lui-même, ou par une entreprise désireuse de s'attacher ses services.
Enseignements
La scolarité dure quatre ans et vise à la préparation de l'agrégation et d'un master. Elle débouche également fréquemment sur un doctorat. Les cours relèvent de quatre départements :
- lettres et arts (lettres classiques, lettres modernes, études théâtrales, musicologie, cinéma, histoire de l'art) ;
- langues (allemand, anglais, espagnol, italien, russe, arabe, chinois) ;
- sciences humaines (anthropologie, philosophie) ;
- sciences sociales (histoire, géographie, sociologie, sciences du langage).

### Autres formations
- diplômes délivrés : licences, master, doctorats ;
- préparation à l'agrégation ;
- préparation au concours de Conservateur du Patrimoine (à partir de 2009-2010) ;
- préparation au diplôme universitaire de Français langue étrangère en partenariat avec l'Université de Bourgogne (D.U.F.L.E.) ;
- etc.

## Anciens élèves célèbres
Le nom des anciens élèves est suivi de leur date d'entrée dans leurs établissements respectifs.
- Michka Assayas (1979), journaliste, écrivain, animateur radio.
- Isabelle Barbéris (1997), universitaire, journaliste, essayiste
- Muriel Barbery (1990), écrivain.
- Antoine de Baecque, (1983), historien, critique de cinéma.
- Daniel Bensaïd (1966), philosophe, dirigeant politique.
- Jean-Paul Brighelli (1953), écrivain, essayiste.
- Pierre Bergounioux (1969), écrivain.
- Julien Berjeaut, dit Jul (1995), né le 11 avril 1974 à Maisons-Alfort, historien, dessinateur de presse et auteur de bande dessinée français.
- Patrick Boucheron (1985), historien, professeur au Collège de France.
- Éric Calais (1986), géologue, géophysicien.
- Jean-Claude Carrière (1953), écrivain, scénariste et metteur en scène.
- Bernard Charlot (1968), professeur et chercheur en sciences de l'éducation à Paris 8.
- Roger Chartier (1964), historien, professeur au Collège de France et directeur d'études à l'EHESS.
- Jacques Chiffoleau (1971), historien, directeur d'études à l'EHESS.
- Joël Cornette (1971), historien, professeur à l’université Paris 8.
- Olivier Cohen (1969), éditeur, fondateur des Éditions de l'Olivier.
- Bernard Cottret (1971), angliciste.
- Pierre Deschamps, sorti en 1894 professeur d’école normale section des lettres, fondateur en 1902 de la Mission laïque française.
- Philippe Descola (1970), professeur au Collège de France et directeur d'études à l'EHESS.
- Jacques Dupâquier (1942), ancien directeur d'études à l'EHESS, membre de l'Institut.
- Michaël Ferrier (1986), universitaire, philosophe et écrivain.
- Aurélie Filippetti (1993), écrivain, ministre de la Culture et de la Communication sous les gouvernements Ayrault et Valls.
- Alain Finkielkraut (1969), philosophe et écrivain.
- Jacques Gaillard (1967), latiniste et écrivain (Prix Renaudot de l'Essai 1996).
- André Glucksmann (1957), philosophe et écrivain.
- Maurice Godelier (1955), anthropologue (médaille d'or du CNRS en 2001).
- Pierre Goubert (1935), historien.
- Dominique Kalifa (1978), historien.
- Gaspard Koenig (2002), philosophe, écrivain et homme politique (Prix Jean-Freustié 2005).
- Pascal Lainé (1962), écrivain (prix Goncourt 1974).
- Michel Lacroix (1967), philosophe et écrivain (Grand prix de philosophie de l'Académie française).
- Oumar Tatam Ly (1982), banquier, premier ministre du Mali.
- Francis Marmande (1966), universitaire, écrivain, journaliste.
- Florian Mazel (1991), historien.
- Gérard Miller (1968), psychanalyste et chroniqueur TV.
- Maurice Nadeau (1931), écrivain, critique littéraire, fondateur de La Quinzaine littéraire.
- Aïda N'Diaye, enseignante, philosophe, autrice et chroniqueuse française.
- Pap Ndiaye (1986), historien et homme politique français d'origine sénégalaise, ministre de l'Éducation Nationale (gouvernement Borne).
- Yves Paccalet (1965), écrivain, journaliste, auteur de films TV et dessins animés, philosophe.
- Mazarine Pingeot (1994), écrivain.
- Martial Poirson (1995), universitaire, historien.
- Louis Porcher (1961), universitaire (sociologue, didacticien) et écrivain.
- Christophe Prochasson (1980), historien, président de l'EHESS.
- Christophe Premat (1997), politologue, député de 2014 à 2017.
- Daniel Roche (1956) professeur au Collège de France et directeur d'études à l'EHESS.
- Henry Rousso (1974), historien.
- Adèle Van Reeth (2005), philosophe, productrice et animatrice de radio.
- Jean-Louis Vieillard-Baron (1965), philosophe.
- Michel Vovelle (1953), historien.
- Marc Welinski (1980), homme d'audiovisuel et romancier
- Rebecca Zlotowski (1999), scénariste et réalisatrice.

## Directeurs
- Jacqueline Bonnamour (1985-1990) ;
- Michel Coquery (1990-1995) ;
- Sylvain Auroux (1995-2005) ;
- Olivier Faron (2005-2009).